# 380607 Sharma
380607 Sharma este o planetă minoră (asteroid) din centura de asteroizi. A fost descoperită pe 5 octombrie 2004 la Jarnac Observatory⁠(d) de Jarnac Observatory⁠(d). 
Obiectul prezintă o orbită caracterizată de o semiaxă mare de 2,6420043042114 UAi, o excentricitate de 0,16, o înclinație de 10,5 ° în raport cu ecliptica.